# Clytocerus divaricatus
Clytocerus divaricatus är en tvåvingeart som beskrevs av Duckhouse 1975. Clytocerus divaricatus ingår i släktet Clytocerus och familjen fjärilsmyggor. Inga underarter finns listade i Catalogue of Life.